# Macacona
Macacona är en ort i Costa Rica.   Den ligger i provinsen Puntarenas, i den centrala delen av landet, 60 km väster om huvudstaden San José. Macacona ligger 259 meter över havet och antalet invånare är 840.
Terrängen runt Macacona är kuperad åt nordväst, men åt sydost är den platt. Runt Macacona är det ganska tätbefolkat, med 72 invånare per kvadratkilometer. Närmaste större samhälle är Esparza, 2,9 km väster om Macacona. Omgivningarna runt Macacona är en mosaik av jordbruksmark och naturlig växtlighet.